# Начманофф, Джеффри
Джеффри Начманофф (англ. Jeffrey Nachmanoff; род. 9 марта 1967) — американский сценарист и режиссёр. Он написал сценарий к блокбастеру 2004 года «Послезавтра». Он стал сценаристом и режиссёром фильма «Предатель», который был выпущен 27 августа 2008 года. Его самыми коммерчески успешными фильмами стали «Послезавтра», который собрал $544 млн.

## Фильмография
| Год  | Фильм                       | Указан как                         | Примечания            |
| ---- | --------------------------- | ---------------------------------- | --------------------- |
| 1993 | Большой концерт             | Режиссёр, сценарист                |                       |
| 2001 | Голливудские пальмы         | Режиссёр                           |                       |
| 2004 | Послезавтра                 | Сценарист                          |                       |
| 2008 | Предатель                   | Режиссёр, сценарист                |                       |
| 2011 | Родина (телесериал)         | Режиссёр                           | Эпизоды 01.04 и 01.09 |
| 2012 | Пожарные Чикаго             | Режиссёр, продюсер                 |                       |
| 2013 | Возвращение героя           | Сценарист                          |                       |
| 2013 | Заложники (телесериал)      | Режиссёр, соразработчик, сценарист |                       |
| 2014 | Легенды (телесериал)        | Соразработчик                      |                       |
| 2016 | Цари и пророки (телесериал) | Сценарист                          |                       |
| 2017 | Репродукция                 | Режиссёр                           |                       |

## Неспродюсированная работа
Начманофф ранее внёс вклад в сценарий фильма «Принц Персии: Пески времени» в истории производства.

## Личная жизнь
Брат Начманоффа, Дэйв Начманофф, является певцом и автором песен и он регулярно поддерживает Эла Стюарта. Джеффри появляется в альбоме своего брата, «Threads of Time».